# Hamm (Taben-Rodt)
Hamm ist ein Ortsteil und ein Ortsbezirk der Ortsgemeinde Taben-Rodt im Landkreis Trier-Saarburg in Rheinland-Pfalz.

## Geographie
Der heutige Ortsteil liegt in der von der Saar gebildeten sogenannten „Kleinen Saarschleife“.
Einige Kilometer flussaufwärts liegt die (Große) Saarschleife bei Mettlach/Saarland.
Nachbarorte neben dem Kernort Taben-Rodt selbst im Südwesten sind die Ortsgemeinde Kastel-Staadt im Westen, sowie auf der anderen Flussseite Serrig im Nordosten und Greimerath im Osten.

## Geschichte
Das Dorf wurde gesichert erstmals 1440 in einem Scheffenweistum von Freudenburg als Ham erwähnt. Spätere Schreibweisen waren Hämchen, Oberhamm, Buham und schließlich Hamm.
Die Burggrafschaft Freudenburg, zu der Hamm gehörte, fiel 1589 durch Verkauf an das Trierer Kloster St. Maximin. Die heutige Filialkirche St. Fabian und Sebastian im Ort wurde vermutlich 1730 errichtet, 1739 folgte der Altaraufsatz.
Nach Jahrhunderten der Landeshoheit von Kurtrier beendete die Inbesitznahme des Linken Rheinufers durch französische Revolutionstruppen die alte Ordnung. Der Ort wurde von 1798 bis 1814 Teil der Französischen Republik (bis 1804) und anschließend des Französischen Kaiserreichs, zugeordnet der Mairie Freudenbourg (Freudenburg) im Kanton Saarburg, Arrondissement Trier des Saardepartements. Nach der Niederlage Napoleons kam Hamm 1815 aufgrund der auf dem Wiener Kongress getroffenen Vereinbarungen zum Königreich Preußen. Der Ort gehörte nun zur Bürgermeisterei Freudenburg im Kreis Saarburg des Regierungsbezirks Trier an, die 1822 Teil der neu gebildeten Rheinprovinz wurde.
In der zweiten Hälfte des 19. Jahrhunderts wanderten etwa ein Fünftel der Einwohner von Taben, Rodt und Hamm nach Amerika aus.
Als Folge des Ersten Weltkriegs war die gesamte Region dem französischen Teil der Alliierten Rheinlandbesetzung zugeordnet. Nach dem Zweiten Weltkrieg  gehörte Hamm zu den Gemeinden der französischen Besatzungszone, die im Februar 1946 an das Saarland angeschlossen wurden, im Juni 1947 aber auch zu den Orten des Landkreises Saarburg, die wieder zurück gegliedert und Teil des damals neu gebildeten Landes Rheinland-Pfalz wurden.
Im Rahmen der rheinland-pfälzischen Gebiets- und Verwaltungsreform wurde der Landkreis Saarburg auf der Grundlage des „Dritten Landesgesetzes über die Verwaltungsvereinfachung im Lande Rheinland-Pfalz“ mit Wirkung vom 7. Juni 1969 aufgelöst und seine Gemeinden dem neu gebildeten Landkreis Trier-Saarburg zugeordnet. Am 17. März 1974 wurde die dahin selbstständige Gemeinde Hamm mit zu diesem Zeitpunkt 50 Einwohnern nach Taben-Rodt eingemeindet.

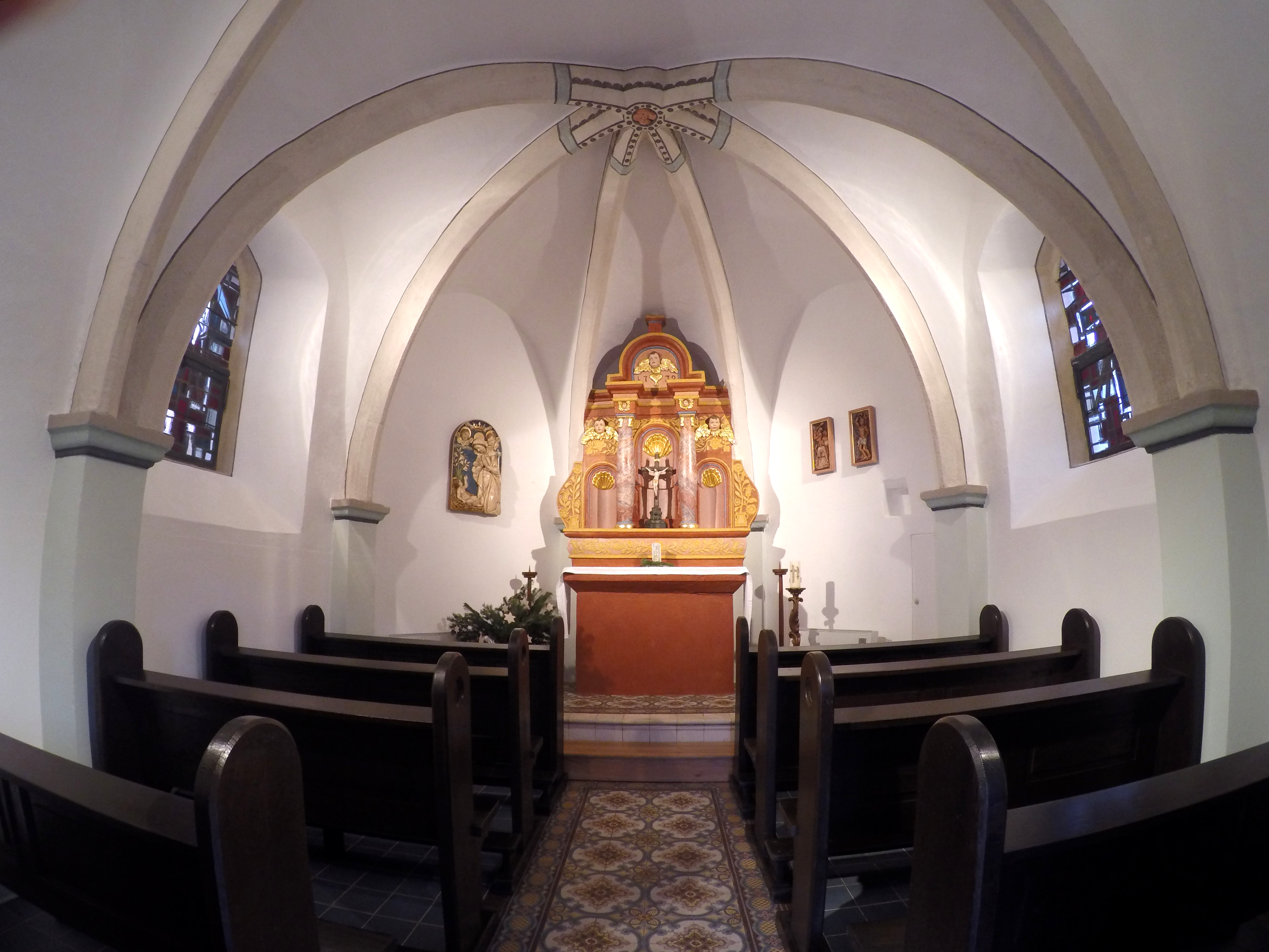
Filialkirche Hamm, Innenansicht (2014)

Bei der Kirchweih 2015 konnte der Abschluss der Restaurierungsarbeiten an der Filialkirche St. Fabian und Sebastian gefeiert werden, nachdem bereits bis 1960 die Kriegsschäden beseitigt wurden, sowie 1979 Renovierungen stattfanden.

## Politik
Hamm ist gemäß Hauptsatzung der einzige Ortsbezirk der Ortsgemeinde Taben-Rodt. Der Bezirk umfasst das Gebiet der ehemaligen Gemeinde. Auf die Bildung eines Ortsbeirats wurde verzichtet. Die Interessen des Ortsbezirks werden von einem Ortsvorsteher vertreten.
Markus Rommelfanger wurde am 21. Juli 2014 Ortsvorsteher von Hamm. Bei der Direktwahl am 26. Mai 2019 wurde er mit einem Stimmenanteil von 88,24 % und am 9. Juni 2024 als einziger Bewerber mit 95,2 % jeweils für weitere fünf Jahre in seinem Amt bestätigt.
Sein Vorgänger Thomas Marxen hatte das Amt mit einer kurzen Unterbrechung von 1994 bis 2014 ausgeübt.

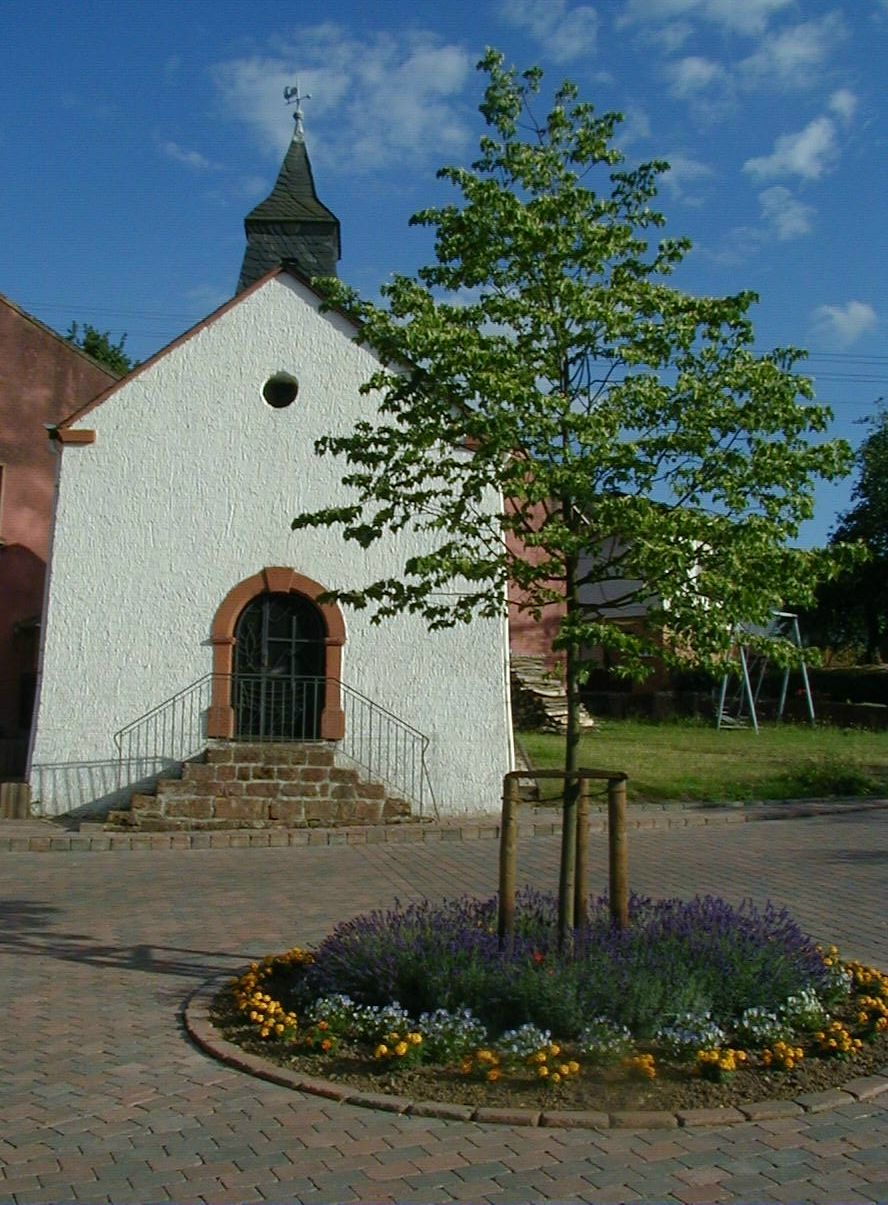
Filialkirche Hamm (2005)

## Sehenswürdigkeiten
In der Denkmalliste des Landes Rheinland-Pfalz (Stand: 2021) werden folgende Kulturdenkmäler genannt:
- Denkmalzone Ortskern als kennzeichnendes dörfliches Ortsbild
- Römisch-Katholische Filialkirche (Kapelle) St. Fabian und Sebastian, spätgotischer Saalbau (bezeichnet 1730)[6]
- Dorfbrunnen aus dem 19. Jahrhundert
- Wegekapelle in der Gemarkung, Schieferbau (1920er Jahre)

## Wirtschaft und Infrastruktur
Hamm wird von der Kreisstraße K 109 als Stichstraße an das Straßennetz angebunden. Sie mündet in die K 128, die in südlicher Richtung nach Taben-Rodt führt, in nördlicher unmittelbar zu einer Brücke über die Saar und ihrer anschließenden Einmündung in die Bundesstraße 51, die hier entlang der Flusses verläuft.